# Тарзи, Гулям Мухаммад
Сардар Гулям Мухаммад Тарзи (перс. غلام‌محمد طرزی ‎;
1830—1900) — афганский поэт, военачальник и политик.

## Биография
Родился в Кандагаре, в семье сардара Рахим Али Хана, правителя Кандагара и Белуджистана. В молодости проходил военную службу, после чего проявил большой интерес к поэзии. Его заметил и приблизил к себе эмир Дост Мухаммед, включив в сообщество государственных деятелей и учёных. Тарзи был связан как с эмиром Достом Мухаммадом, так и с и его преемником, эмиром Шир-Али.
В качестве одного из вождей пуштунов Гулям Мухаммад участвовал во второй англо-афганской войне. После завершения войны, закончившейся установлением в Кабуле лояльного англичанам режима, новый эмир Абдур-Рахман в 1881 изгнал из Афганистана семью Тарзи. Гулям Мухаммад переехал сначала в Карачи, потом в Британскую Индию, где снова занялся литературным творчеством, взяв себе псевдоним «Тарзи» (что означает как «стилист», так и «интеллектуал»). Британские власти Индии относились к нему недружелюбно, поэтому он переехал в Багдад по приглашению Абдул-адар Гилани, а затем переехал в Турцию, где поселился с семьёй в Стамбуле. Турецкий султан оказал семье Тарзи радушный приём, выделив им ежемесячное пособие. Через некоторое время Тарзи с семьёй переехал в Сирию и поселился в Дамаске, где регулярно общался с городской верхушкой, обсуждая широкий круг религиозных и философских проблем.
В 1897 Тарзи совершил последнее паломничество в Мекку. Умер в Дамаске 8 декабря 1900 (по другим данным, 5 февраля 1901), похоронен в Дамаске.
Поэтическое наследие Тарзи включает большое количество стихотворений на религиозные, мистические и светские сюжеты, отличающиеся своеобразным стилем.

## Семья
Гулям Мухаммад Тарзи был женат 5 раз и имел в общей сложности 11 сыновей и 6 дочерей. Один из его сыновей — Махмуд Тарзи — вошёл в историю как «отец афганской журналистики» и министр иностранных дел Афганистана. Внучка Гуляма Мухаммада — Сорайя Тарзи — была королевой-консортом Афганистана (муж: король Аманулла-хан).